# صومعه وانوان
صومعه وانوان (ارمنی: Վանեվանի վանք; انگلیسی: Vanevan Monastery) یک صومعه حواری ارمنی واقع در روستای آرتسوانیست، در استان گغارکونیک، ارمنستان می‌باشد. ساخت و ساز این ساختمان ۹۰۳ میلادی؛ به پایان رسید. این بنا به سبک معماری ارمنی طراحی شده‌است.

## نگارخانه

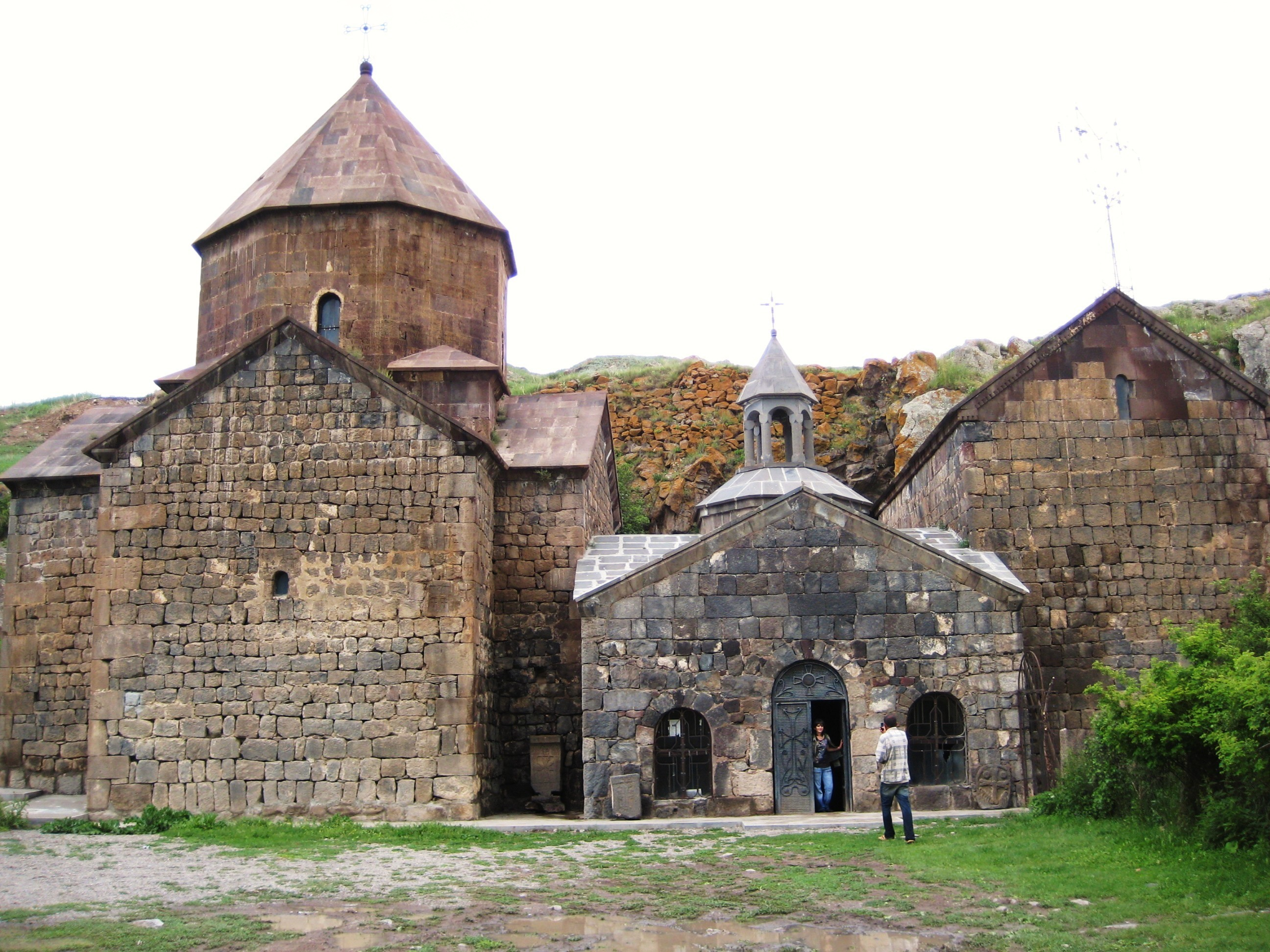
Front view of the monastery.
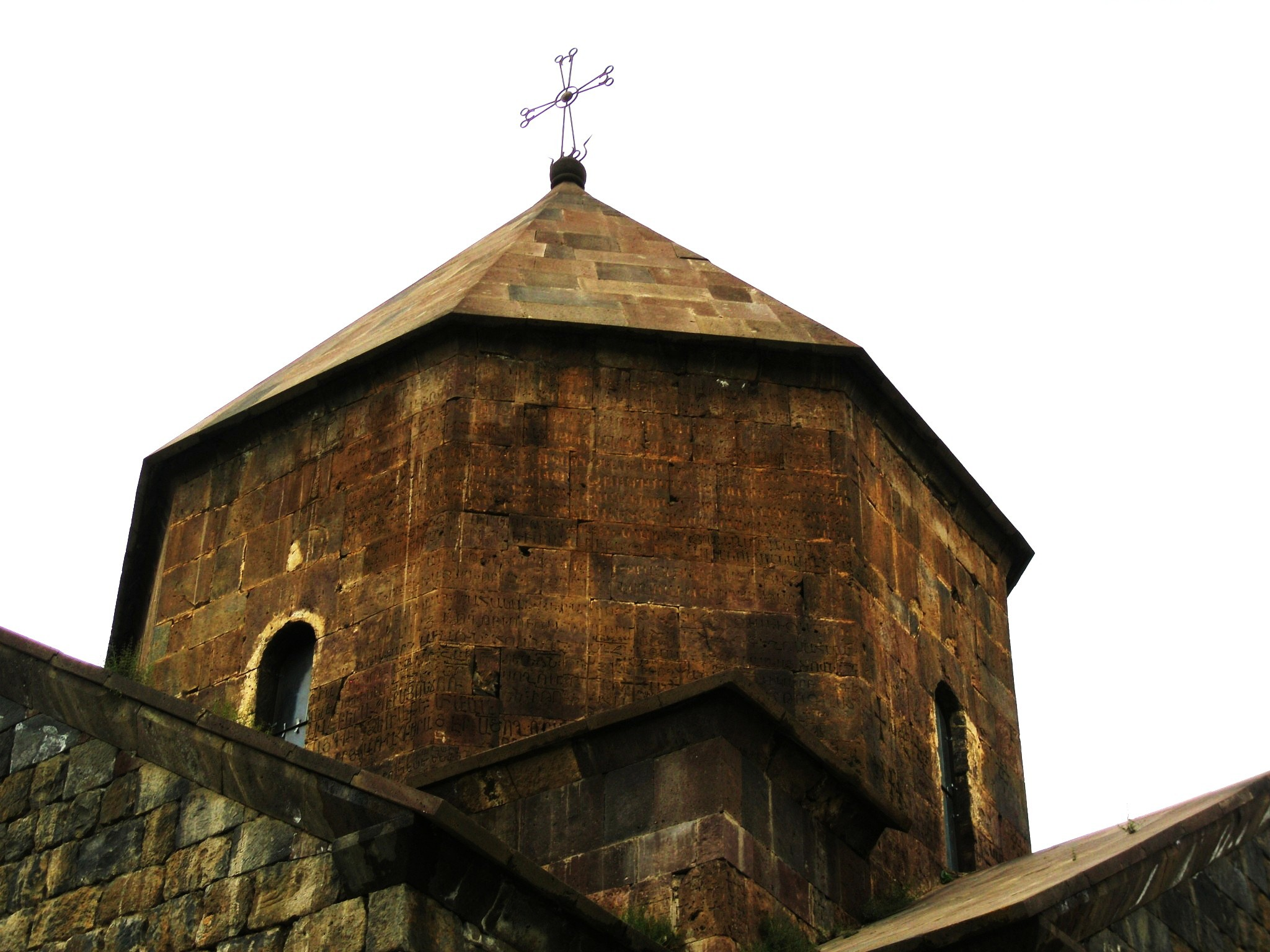
Inscriptions upon the drum.
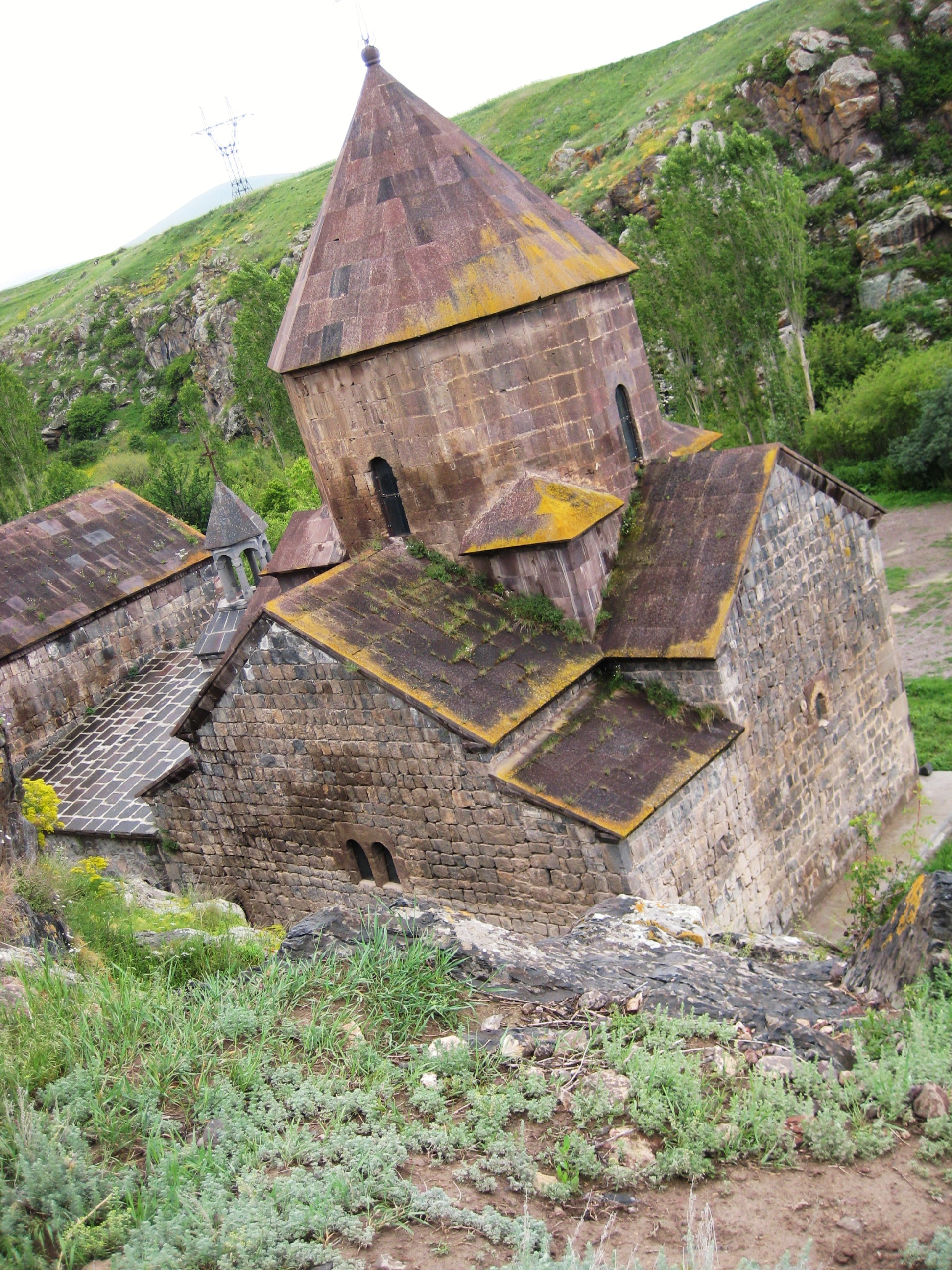
Rear side view
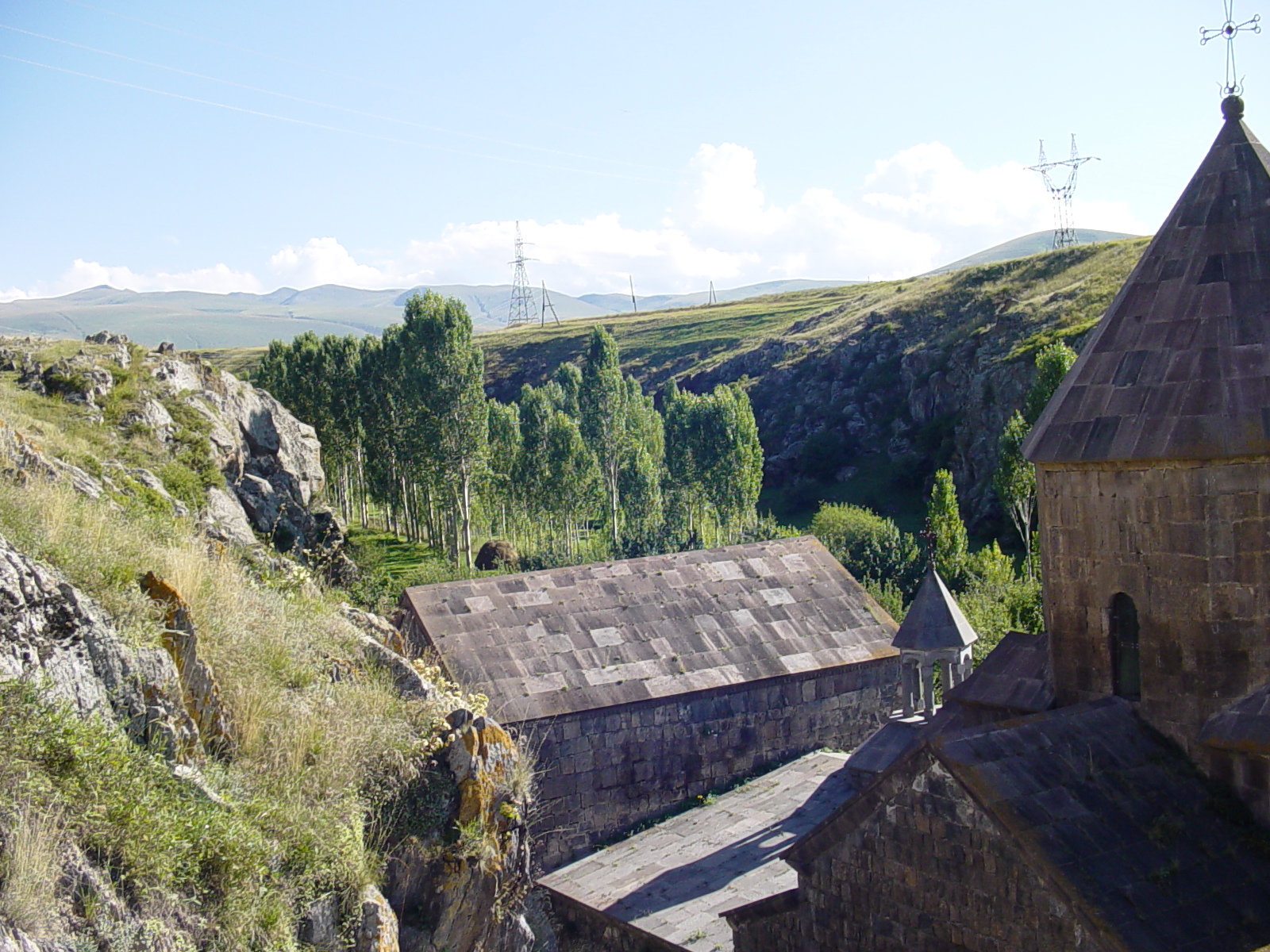
Vanevan Monastery
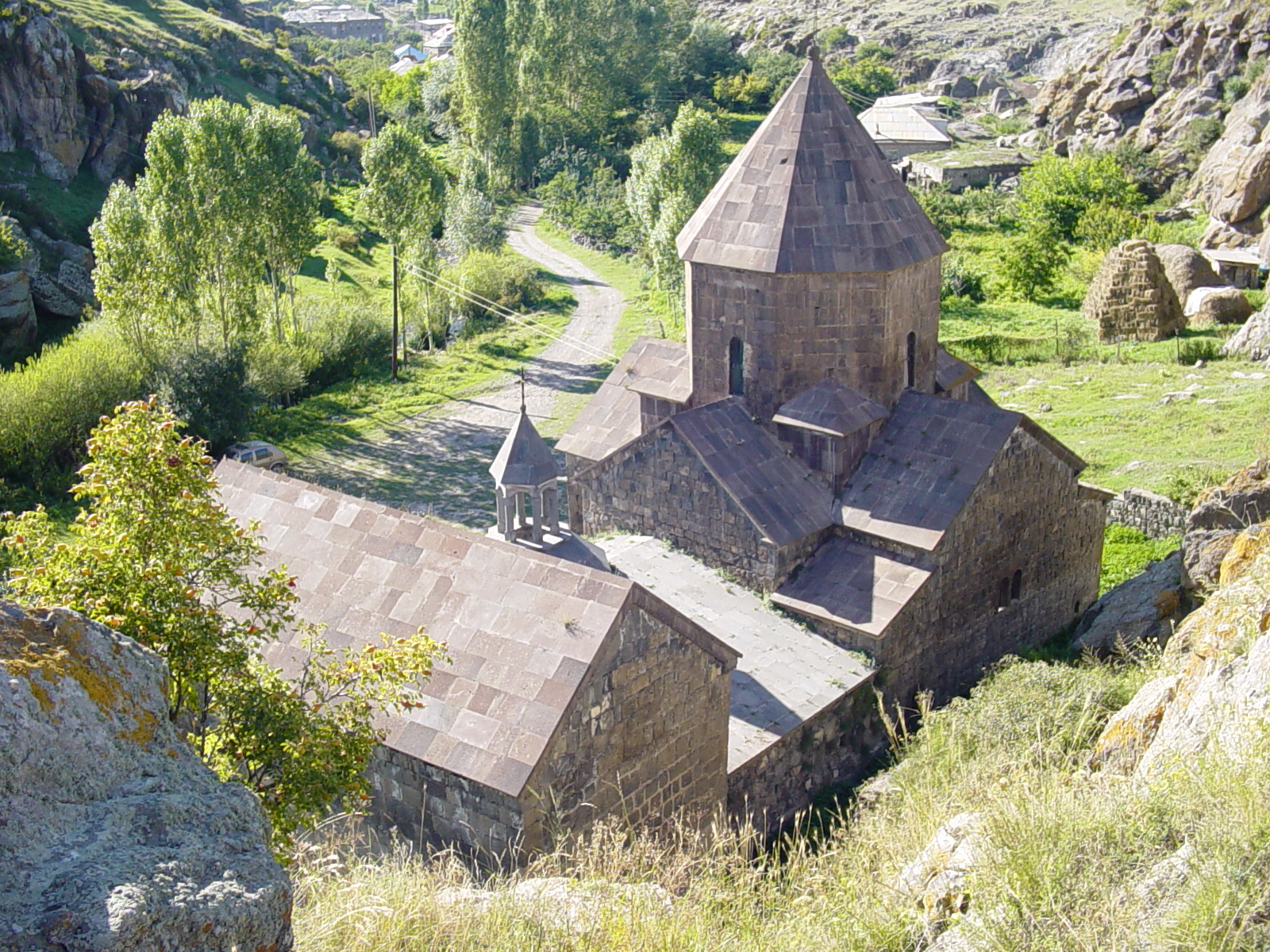
Vanevan Monastery
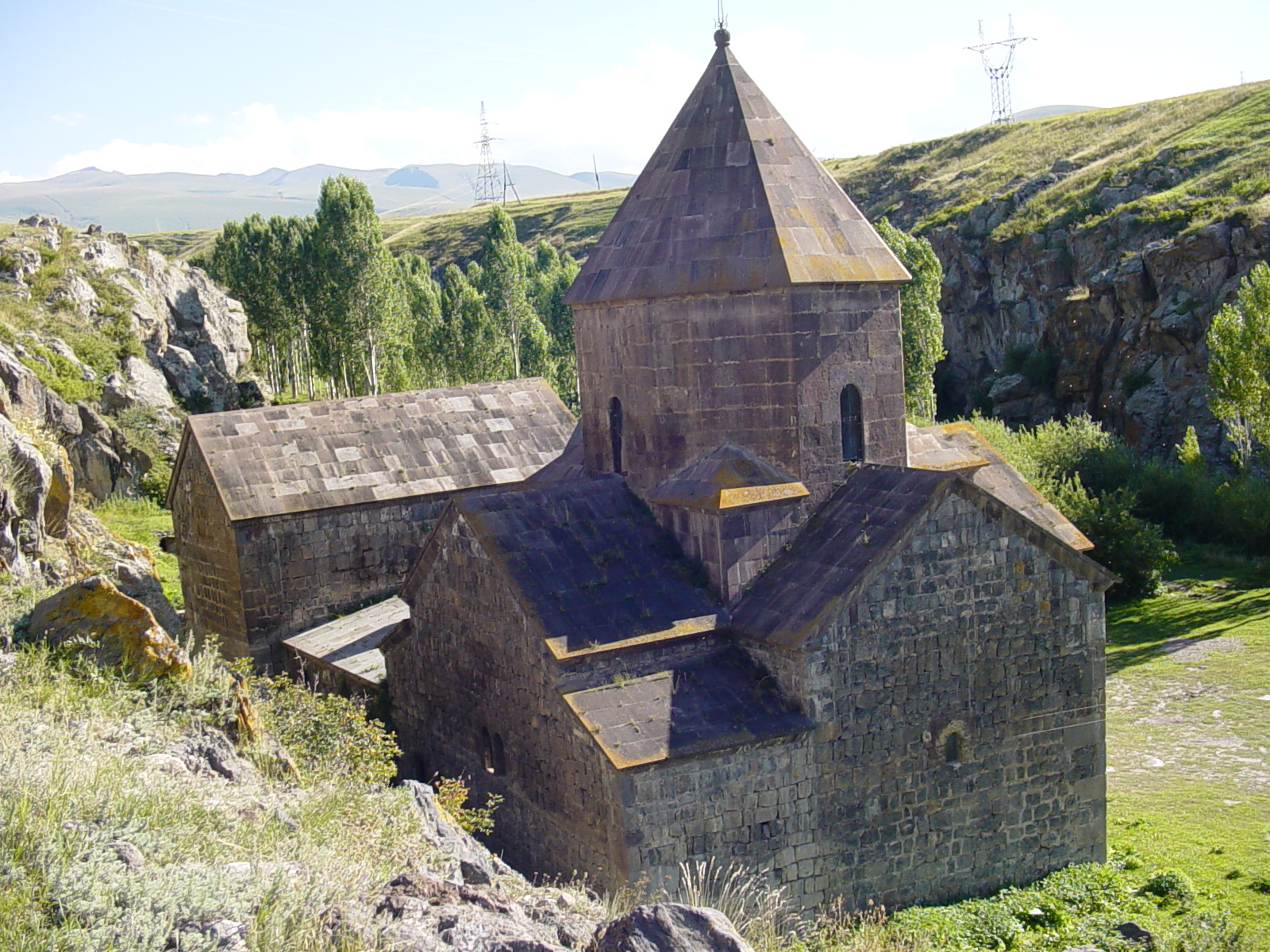
Vanevan Monastery